# 西港 (臺南市大字)
西港，原稱為西港仔，是臺灣臺南市西港區的一個傳統地域名稱，也是全區行政中心所在地，位於該區中部偏南，並向東南延伸至邊界。相較於今日行政區，其範圍大致包括港東里西南半部、西港里南大半部、慶安里東南端、南海里東南端，以及安定區的海寮里北部西半段、文科里西北端。
本地區境內主要聚落為西港仔、雙張廍、下面厝，設有西港國中、港東國小。

## 歷史
台灣日治初期，西港地區為一街庄，稱為「西港仔庄」（舊制街庄），隸屬於西港仔堡。該庄昔日北及東北與八份庄為鄰，東邊一小段與檨仔林庄為鄰，東南隔曾文溪與管藔庄、海藔庄為界，西南邊及西邊為南海埔庄，西北邊為中州庄。
1901年（日治明治三十四年）11月11日，全台廢縣廳改設二十廳，該庄隸屬於鹽水港廳。1904年（明治三十七年）4月1日，該庄編入「西港仔區」，隸屬於鹽水港廳。1906年（明治三十九年）4月1日，鹽水港廳內管轄區域調整，該庄仍隸屬於西港仔區。1909年（明治四十二年）10月25日，全台合併二十廳為十二廳，西港仔區改隸屬於臺南廳。1920年（大正九年）10月1日，全台地方制度大改正，廢十二廳改設五州二廳，該庄改制並簡化為「西港」大字，隸屬於臺南州北門郡西港庄（新制街庄）。
戰後西港庄改制為西港鄉，隸屬於臺南縣，大字亦改制為村。1950年（民國39年）10月25日，雲、嘉、南分治，西港鄉仍隸屬於臺南縣。2010年（民國99年）12月25日，臺南縣、市合併為直轄臺南市，西港鄉改制為西港區。

## 聚落
本地區發展較早的聚落為西港仔、雙張廍、下面厝，在日治初期的官方地圖上已有記載。

## 交通
省道台19線又稱「中央公路」，是彰化至永康的幹道，經過本地區北部的西港聚落。由該道路北行可前往佳里區、學甲區、鹽水區、嘉義縣義竹鄉等地；南行可前往安定區、安南區、永康區西端，並止於六甲頂地區的省道台1線轉角路口。
市道173號是麻豆至九塊厝的道路，經過本地區北部的西港聚落，其中部分路段與省道台19線共線。由該道路東北行可前麻豆區，並止於麻豆市區的市道171號暨市道176號路口；西南行可前往七股區南部，並止於省道台61線暨市道173甲線終點路口。
區道南34線是三合寮至西港的道路，其東側端點（終點）位於本地區西港聚落北側的省道台19線路口。
區道南40線是永樂至羨仔林的道路，經過本地區下面厝聚落南側。
區道南45線是太西至西港的道路，其南側端點（終點）位於本地區西南部、西港聚落的省道台19線路口，由此向東北東會經過雙張廍、下面厝兩個聚落。

## 學校
- 西港國中
- 港東國小

## 公務機關
- 西港區公所
- 臺南市佳里戶政事務所西港辧公處
- 臺南市政府警察局佳里分局西港分駐所
- 臺南市政府消防局第三大隊西港消防分隊